# Club Deportivo Condal
Maillots
Le Club Deportivo Condal est un club de football espagnol créé en 1934 et disparu en 1970.

## Historique
Le club est fondé le 1er août 1934 sous le nom de Sección Deportiva La España Industrial. C'est alors le nom de l’entreprise La España Industrial dirigée par José Antonio de Albert qui donne son nom à l'équipe. En 1946, le club devient une filiale du FC Barcelone. Le club gravit les échelons (divisions régionales de 1942 à 1947 puis troisième division de 1947 à 1952) et arrive en deuxième division en 1952. Dès sa première saison, le club finit deuxième de son groupe, ce qui lui permet de disputer les barrages d'accession en première division et de décrocher sur le terrain, une montée qui sera annulée car les réserves n'ont pas le droit d'évoluer en première division. Lors de la saison 1955-1956, le club décroche une nouvelle fois la montée. Le club se sépare alors du FC Barcelone pour avoir le droit d'évoluer dans l'élite du football espagnol. Le club change alors de nom et devient le Club Deportivo Condal.
Le club passe alors une saison 1956-1957 difficile car le club termine à la dernière place du championnat. Le club descend et passe les quatre saisons suivantes en Segunda División. En 1961, le club renonce à sa place dans cette division puis intègre la troisième division où il évolue de 1961 à 1965, année où le club décroche la montée en Segunda. Le club évolue en Segunda deux saisons avant de redescendre en 1967 en troisième division. En 1968, le club redevient une filiale du FC Barcelone. En 1970, le club fusionne avec l'Atlético Cataluña pour former le FC Barcelona Atlètic qui devient la réserve officielle du FC Barcelone.

## Bilan saison par saison
| Saison    | Division             | Place | Copa del Rey  |
| --------- | -------------------- | ----- | ------------- |
| 1942-1947 | Divisions régionales |       |               |
| 1947-1948 | Tercera División     |       | 1er tour      |
| 1948-1949 | Tercera División     |       |               |
| 1949-1950 | Tercera División     |       |               |
| 1950-1951 | Tercera División     | 4e    |               |
| 1951-1952 | Tercera División     | 1er   |               |
| 1952-1953 | Segunda División     | 2e    | 3e tour       |
| 1953-1954 | Segunda División     | 5e    |               |
| 1954-1955 | Segunda División     | 11e   |               |
| 1955-1956 | Segunda División     | 3e    |               |
| 1956-1957 | Primera División     | 16e   | 8e de finale  |
| 1957-1958 | Segunda División     | 5e    |               |
| 1958-1959 | Segunda División     | 4e    | 16e de finale |
| 1959-1960 | Segunda División     | 10e   | 1er tour      |
| 1960-1961 | Segunda División     | 12e   | 16e de finale |
| 1961-1962 | Tercera División     | 2e    |               |
| 1962-1963 | Tercera División     | 3e    |               |
| 1963-1964 | Tercera División     | 8e    |               |
| 1964-1965 | Tercera División     | 1er   |               |
| 1965-1966 | Segunda División     | 7e    | 16e de finale |
| 1966-1967 | Segunda División     | 16e   | 1er tour      |
| 1967-1968 | Tercera División     | 1er   |               |
| 1968-1969 | Tercera División     | 7e    |               |
| 1969-1970 | Tercera División     | 5e    | 2e tour       |

- 1 saison en Primera División
- 10 saisons en Segunda División
- 12 saisons en Tercera División
- 5 saisons en Divisions régionales